# Inverclyde
Inverclyde (Inbhir Chluaidh ve Skotské gaelštině) je správní oblast, ležící na západě středního pásu Skotska, mezi kraji Renfrewshire, Severní Ayrshire a zálivem Firth of Clyde.

## Důležitá města a vesnice
- Gourock
- Greenock
- Inverkip
- Kilmacolm
- Port Glasgow
- Wemyss Bay